# 38-as villamos (Bécs)
A bécsi 38-as jelzésű villamos a város villamoshálózatának egy 5,3 km hosszú tagja. Összeköti az északi Döbling kerület egy részét a belvárossal.

## Útvonala
| → Grinzing | → Schottentor |
| --- | --- |
| - Schottentor - Währinger Straße - Nußdorfer Straße - Döblinger Hauptstraße - Billrothstraße - Grinzinger Allee - Cobenzlgasse - Straßergasse | - Straßergasse - Grinzinger Allee - Billrothstraße - Döblinger Hauptstraße - Nußdorfer Straße - Währinger Straße - Schottentor |

## Története
Ugyan a villamosviszonylat igen hosszú ideje üzemel, története elég rövid. A 38-as villamos első üzemnapja 1907. május 14-én volt. Északi végállomása akárcsak ma, Grinzing volt, viszont ekkor még nem létezett Schottentor közlekedési csomópont, helyette délen Schottengasse volt a célállomás. Schottentor 1961-es elszültével ez a viszonylat oda lett bevezetve, és máig is ez a déli végállomása. A továbbiakban nem történt útvonalbeli módosítás, egyetlen változtatás, hogy Schottentor irányába megszüntették 2012-ben Glatzgasse megállóhelyet.

## Járművek
Ezen a viszonylaton 1967 januárjában jelentek meg először az E1-es villamos motorkocsik, és c3-es pótkocsik és már ebben az évben februárra ez számított az egyedüli járműtípusnak a vonalon. Ugyancsak 1967-ben, júniusban vezették be itt a kalauz nélküli közlekedést.
Az E1+c3 szerelvények 2000-ig szolgáltak a vonalon, ekkor ugyanis itt teljesen átálltak a járművek továbbfejlesztett változatának, az E2-es és c5-ös járművek közlekedtetésére. Következő járműfrissítési hullám 2010-ben volt, mikor az alacsony padlós ULF megjelentek a 38-ason. Napjainkban is ez a két típus közlekedik vegyesen. A járműkiadásról Gürtel kocsiszín gondoskodik.

## Megállóhelyei
| 38 (Schottentor ◄► Grinzing) | 38 (Schottentor ◄► Grinzing)      | 38 (Schottentor ◄► Grinzing) | 38 (Schottentor ◄► Grinzing)                     | 38 (Schottentor ◄► Grinzing) |
| Perc (↓)                     | Megállóhely                       | Perc (↑)                     | Átszállási kapcsolatok                           |                              |
| ---------------------------- | --------------------------------- | ---------------------------- | ------------------------------------------------ | ---------------------------- |
| 0                            | Schottentor végállomás            | 21                           | U2 1, 37, 40, 41, 42, 43, 44, 71, D, U2Z 1A, 40A |                              |
| 2                            | Schwarzspanierstraße              | 19                           | 37, 40, 41, 42                                   |                              |
| ∫                            | Sensengasse                       | 17                           | 37, 40, 41, 42                                   |                              |
| 4                            | Spitalgasse                       | 16                           | 5, 33, 40, 41, 42                                |                              |
| 6                            | Nußdorfer Straße, Alserbachstraße | 14                           | 5, 33, 37 40A                                    |                              |
| 7                            | Canisiusgasse                     | 13                           | 37                                               |                              |
| 9                            | Nußdorfer Straße                  | 11                           | U6 37 35A, 37A                                   |                              |
| 11                           | Glatzgasse                        | ∫                            | 37 35A, 37A                                      |                              |
| 12                           | Hardtgasse                        | 8                            | 10A, 35A                                         |                              |
| 13                           | Gatterburggasse                   | 7                            | 10A, 35A                                         |                              |
| 15                           | Silbergasse                       | 6                            | 10A, 39A                                         |                              |
| 16                           | Oberdöbling                       | 4                            | S45 39A                                          |                              |
| 17                           | Sieveringer Straße                | 3                            |                                                  |                              |
| 18                           | Paradisgasse                      | 2                            |                                                  |                              |
| 19                           | An den langen Lüssen              | 1                            |                                                  |                              |
| 21                           | Grinzing végállomás               | 0                            | 38A                                              |                              |

## Galéria

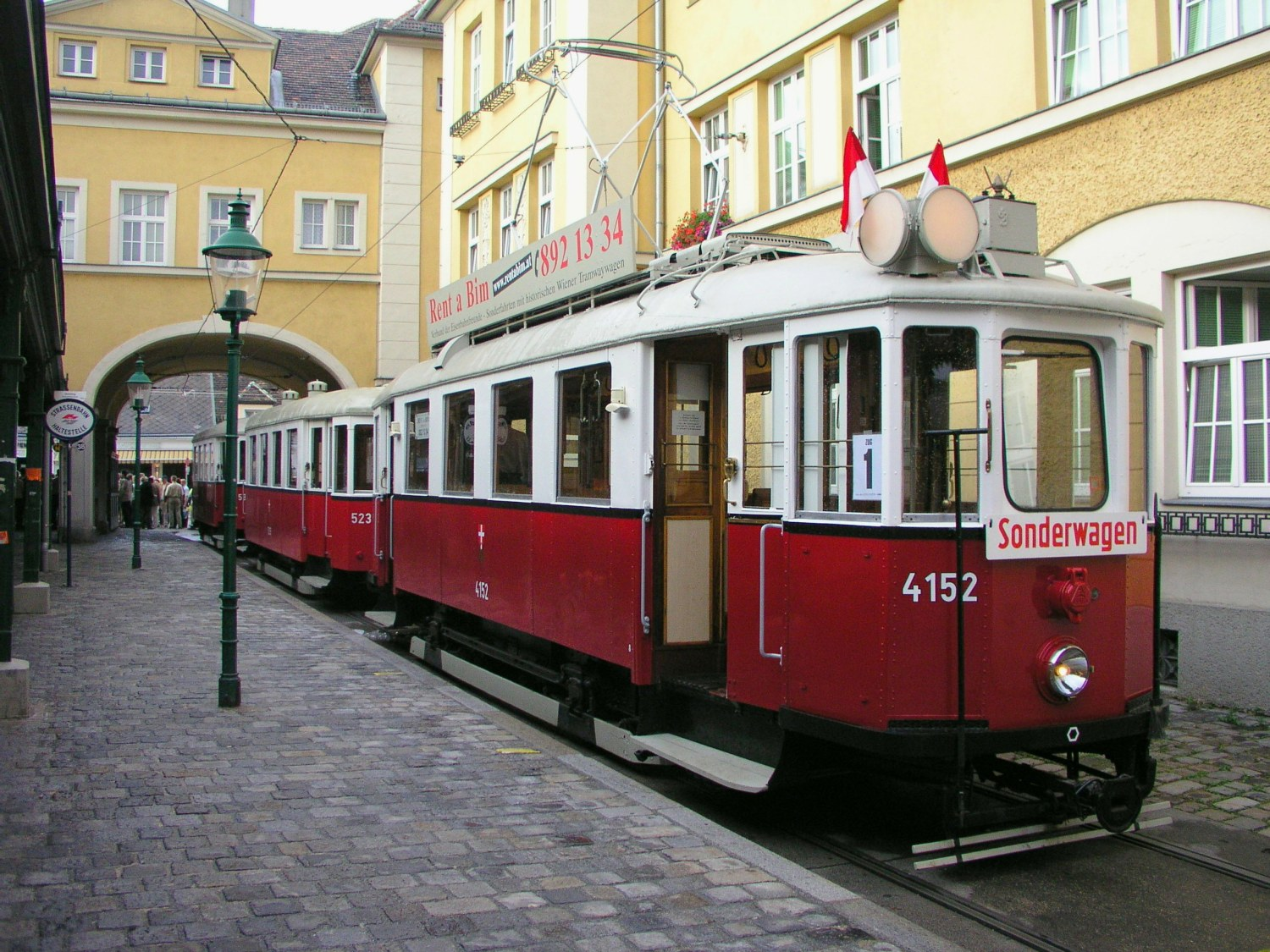
M1 nosztalgiavillamos Grinzingnél
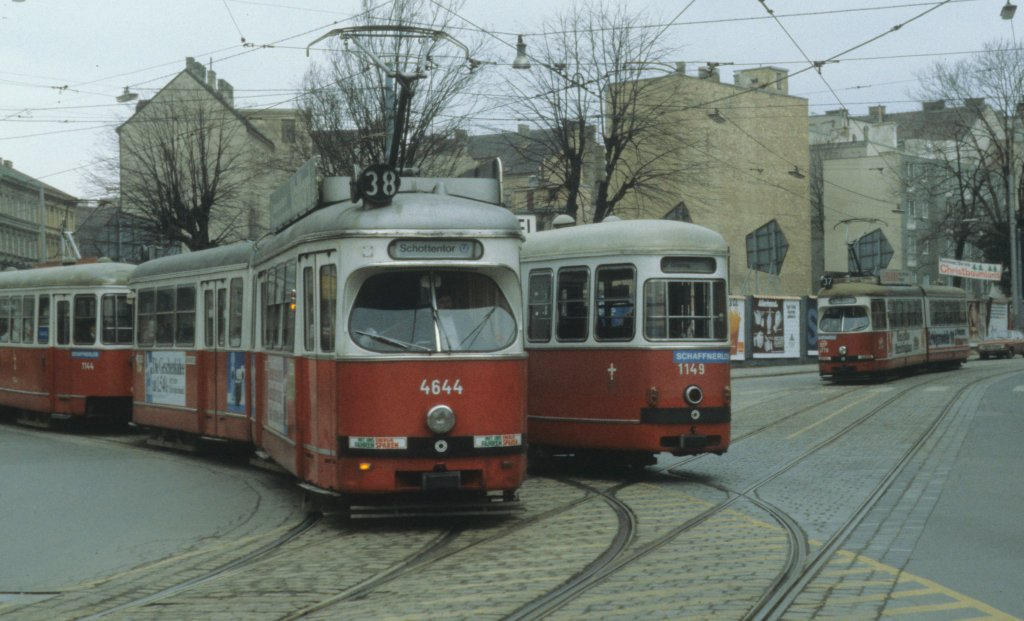
1967 és 2000 között E1+c3 járművek közlekedtek
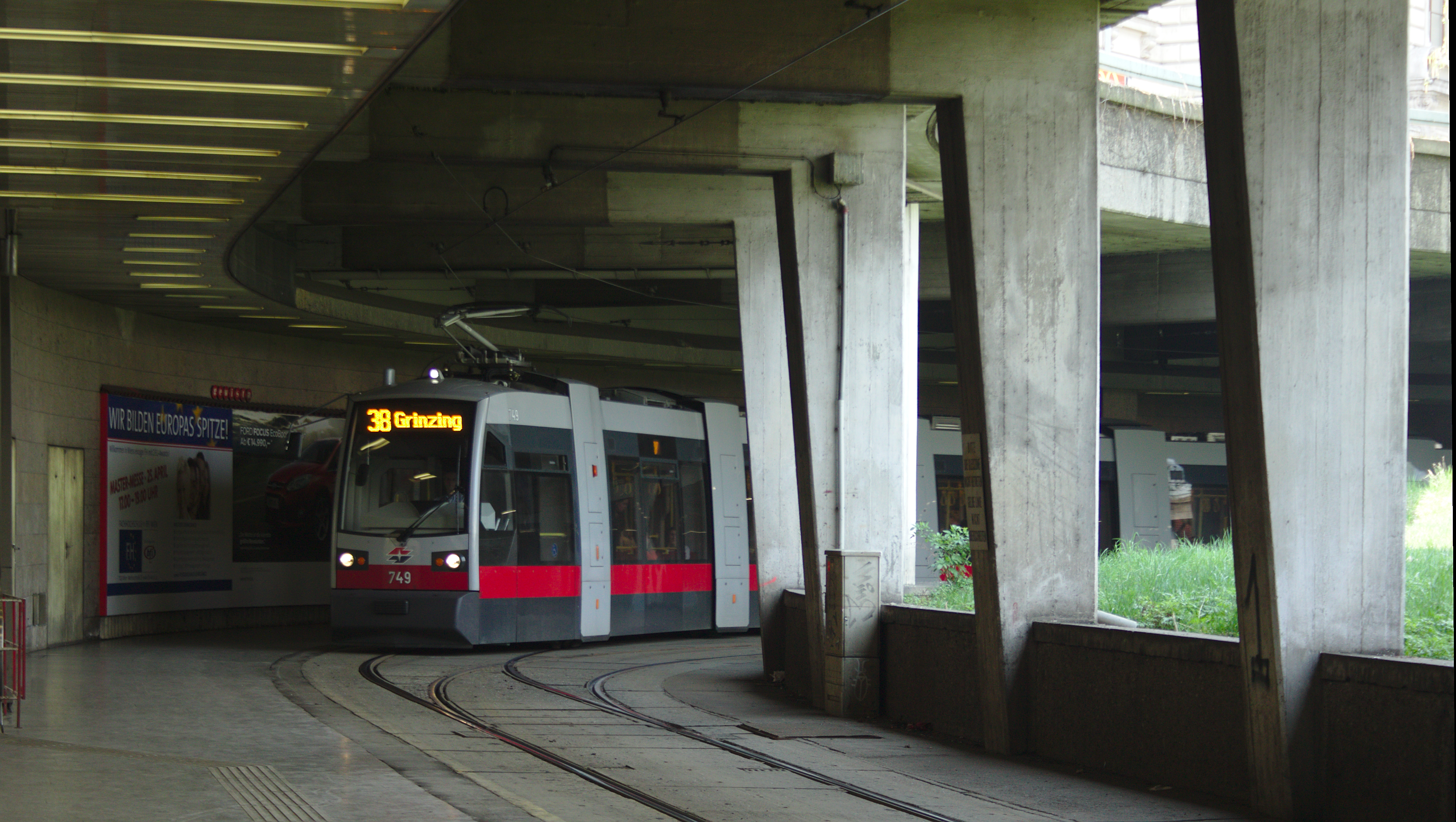
ULF Schottentor végállomás alsó szintjén
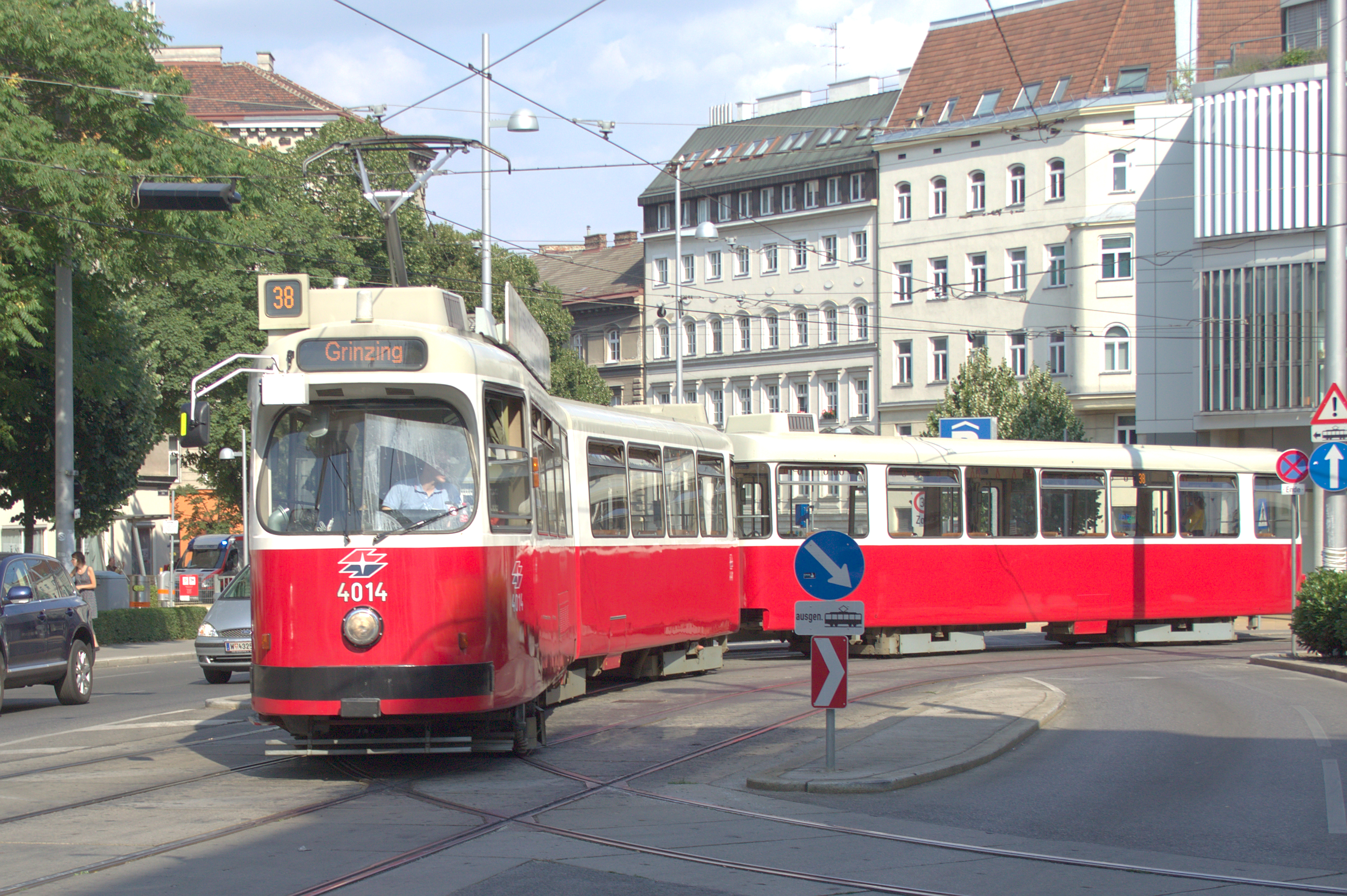
E2+c5 összeállítású szerelvény
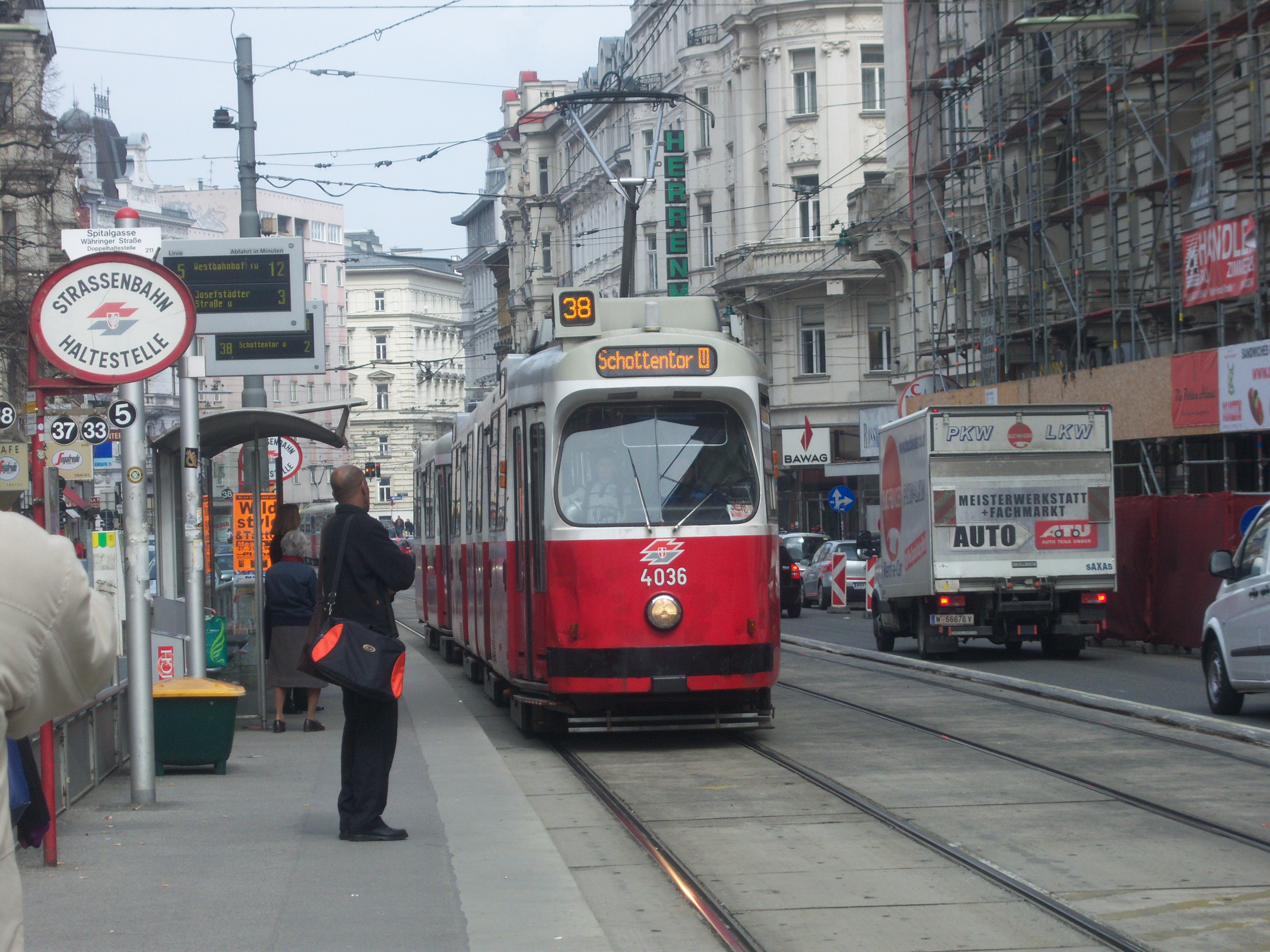
Währinger Straße megállónál
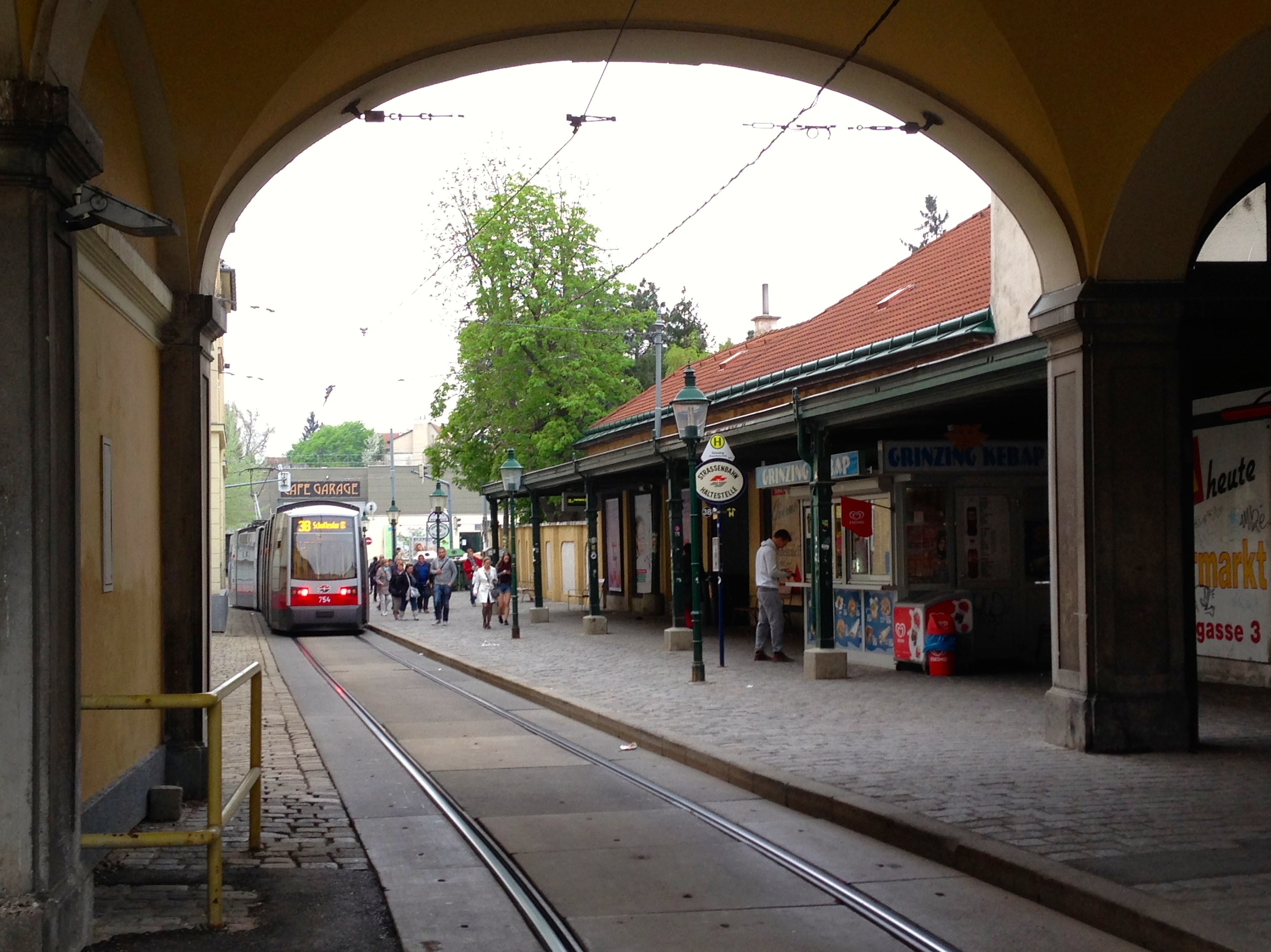
Grinzingnél a hurok egyik ága egy lakóház alatt megy